# Орангутан калімантанський
Калімантанський орангутан або борнейський орангутан (Pongo pygmaeus) — вид приматів із підродини орангових (Ponginae) родини Гомініди.

## Поширення та підвиди
Калімантанський орангутан є ендеміком острова Калімантан (Борнео), поділяється на три підвиди:
- P. p. pygmaeus — калімантанський орангутан — західний Калімантан в Малайзії (південний Саравак) та Індонезія (північний Західний Калімантан).
- P. p. morio — червоний орангутан — північне та східний Калімантана в Малайзії (Сабах) та Індонезії (Східний Калімантан); ймовірно також північний Саравак.
- P. p. wurmbii — одноколірний орангутан — південна індонезійська частина Калімантану (південь Західного Калімантану та Центральне Борнео).

## Таксономія
Вперше вид був науково описаний у 1760 році шведським натуралістом Карлом Ліннеєм, що назвав його Simia pygmaeus. Голотип походить з річки Ландак на Калімантані (індонезійська частина острова).
За молекулярними даними P. pygmaeus є сестринським таксоном нещодавно описаного P. tapanuliensis на Суматрі, з відносно недавнім часом розходження 2,41 мільйона років тому; обидва види відокремилися від P. abelii приблизно 3,97 мільйона років тому. Автори «Ілюстрованого контрольного списку ссавців світу»(англ. Illustrated Checklist of the Mammals of the World) визнають три підвиди.

### Етимологія
- Pongo : назва мпонгі для великої мавпи в мовах банту; Ласепед використав цю назву для орангутана[15] ; Палмер також припускає, що це місцеве ім'я з Калімантану[16].
- pygmaeus : лат. pygmaeus «пігмей, ліліпут», від грец. πυγμαιος (pugmaios) «карлик, розміром з кулак», від грец. πυγμη (pugmē) «кулак»[17].
- morio : лат morio «монстр, спотворена особа»[18].
- wurmbii : Фрідріх фон Вурмб (1742—1781), німецький ботанік[19].

## Будова тіла
Довжина тіла (без хвоста) самок 72–85 см, самців 96–97 см; маса тіла самок 30–45 кг, самців без йоржа 30–65 кг, самців з крижем 60–85 кг. Борнейський орангутан демонструє надзвичайний статевий диморфізм; самці стають важчими з віком й можуть перевищувати 100 кг маси тіла.

## Екологія
Тривалість життя в дикій природі 35–40 років; в неволі до 60.

## Загрози
За 1999—2015 роки популяція виду скоротилася більш ніж на 100 тис., тобто вдвічі.

## Галерея

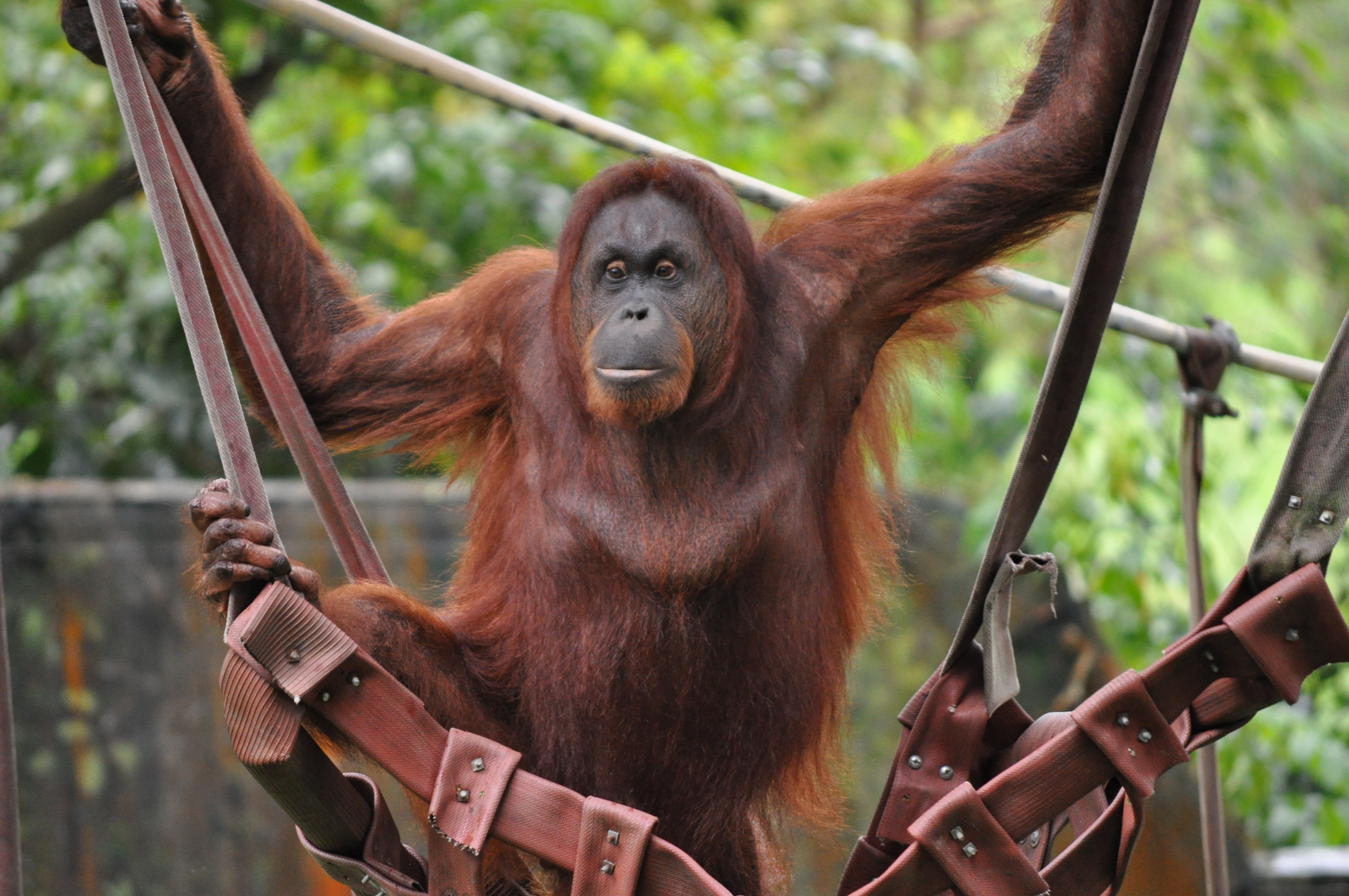
Самиця
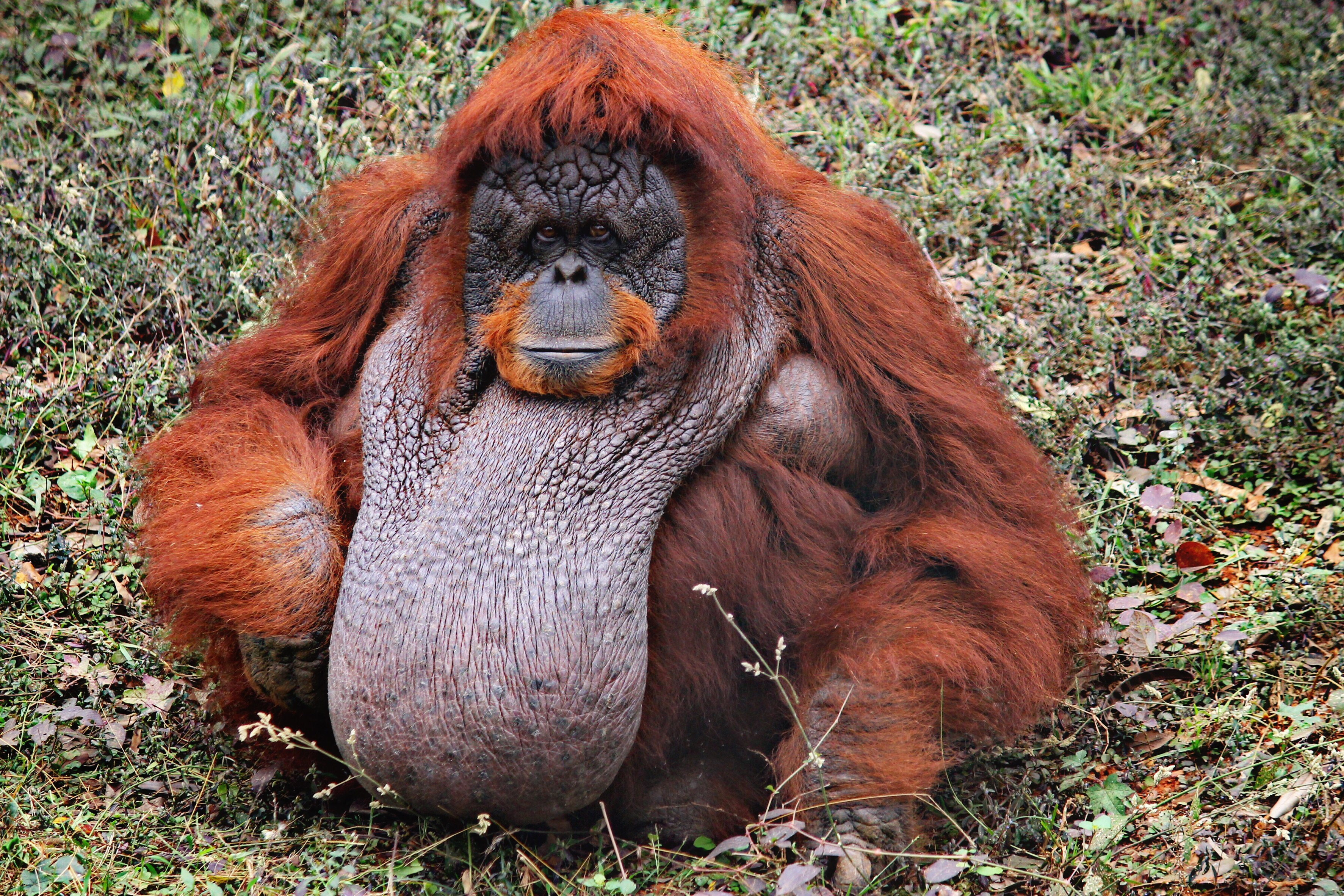
Самець
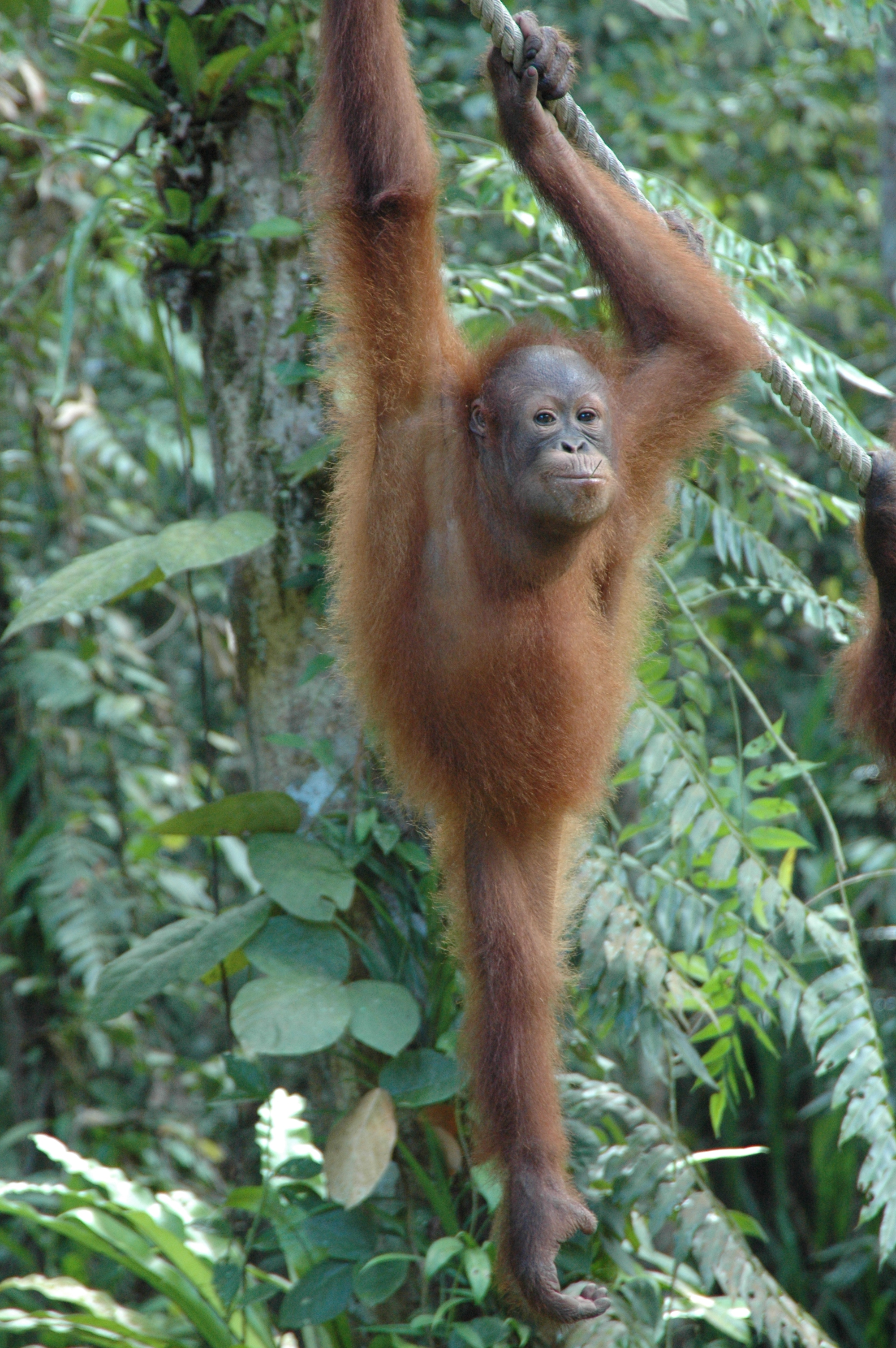
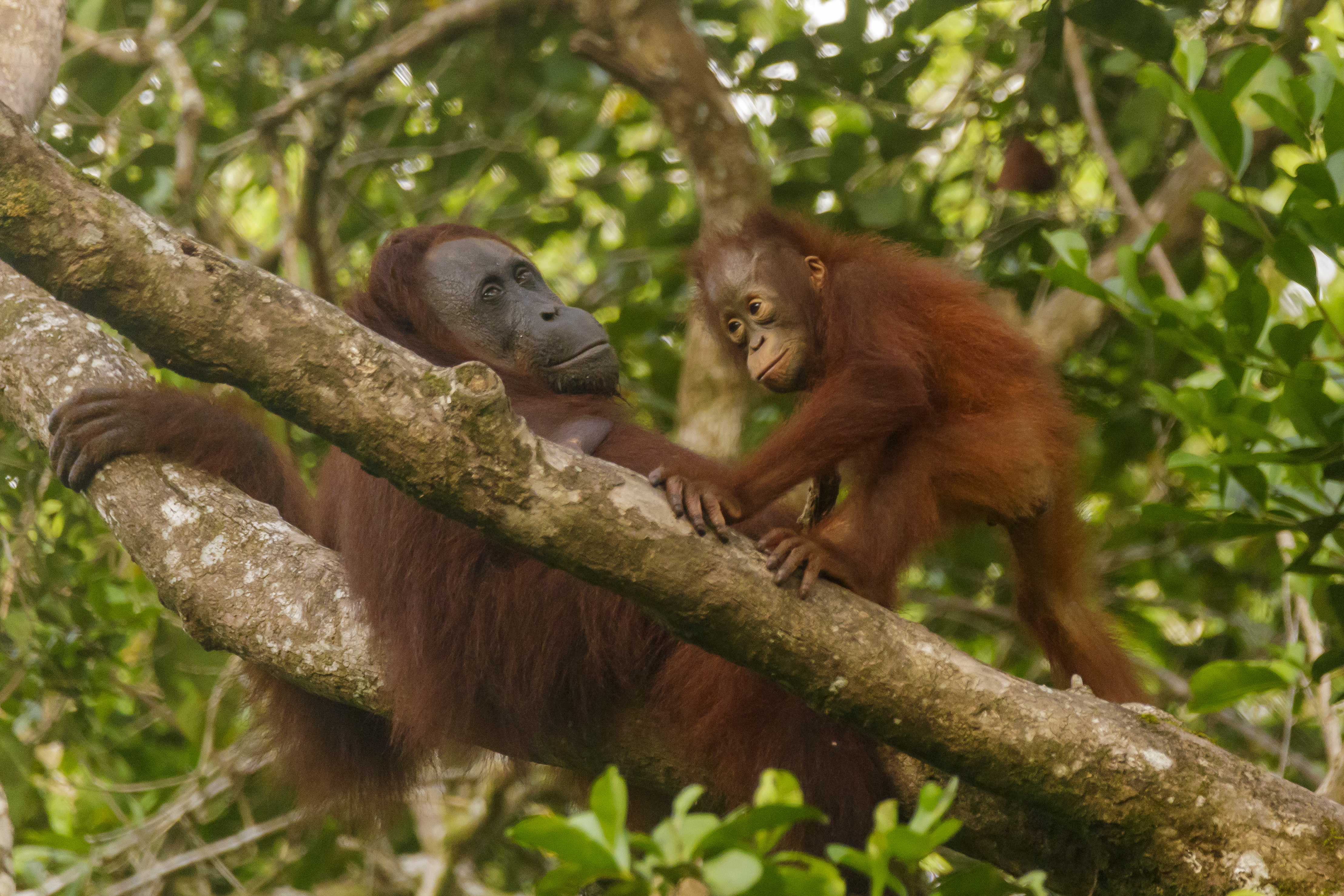
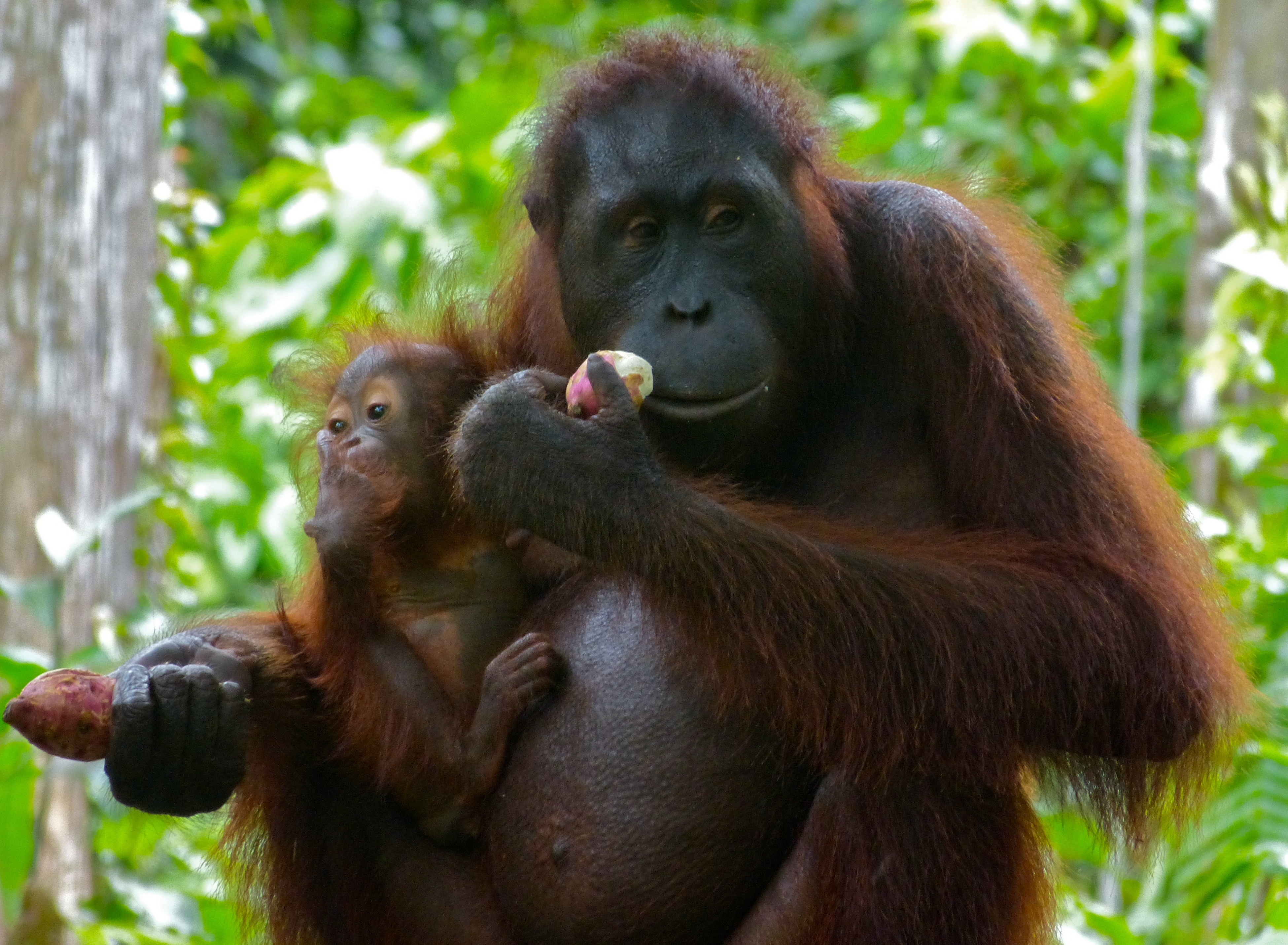
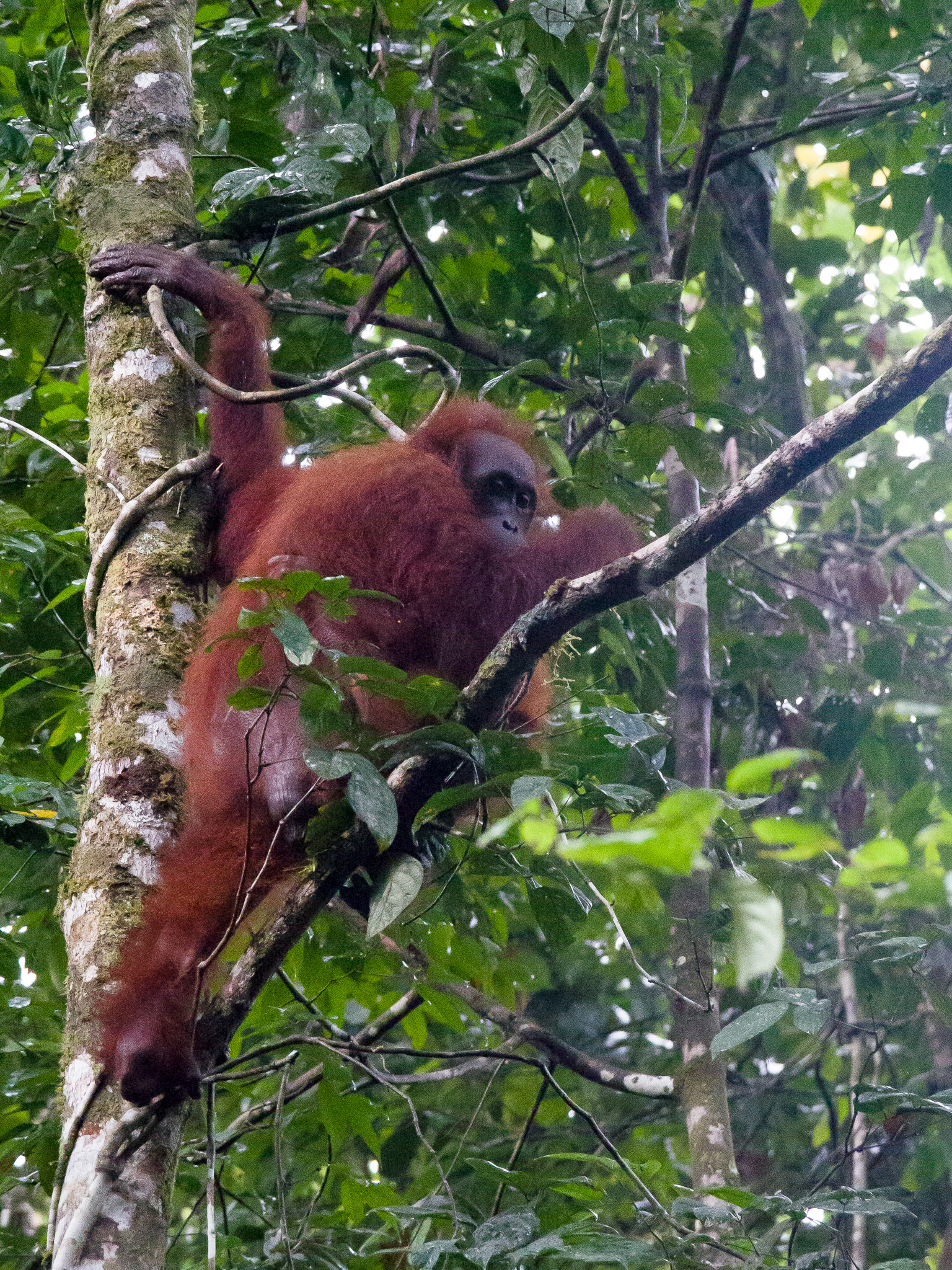